# Scottish Dance Theatre
Le Scottish Dance Theatre (SDT), anciennement appelée Dundee Rep Dance Company, est l'une des principales troupes de danse contemporaine du Royaume-Uni.

## Histoire
Le Scottish Dance Theatre (SDT) est fondé en 1986 par le chorégraphe Royston Maldoom (en), sur une initiative de la ville de Dundee ; elle est basée depuis sa fondation au Dundee Repertory Theatre de cette ville[réf. nécessaire]. Son nom est initialement la Dundee Rep Dance Company.
Tamara McLorg reprend la troupe en 1988 et fait petit à petit de cette dernière l'une des plus influentes du Royaume-Uni. Ainsi en 1991, la compagnie est récompensée par le Digital Award for Dance, sa première récompense.
Neville Campbell, fondateur de la compagnie Tumbuku Dance Company au Zimbabwe et ancien directeur de la compagnie de Leeds Phoenix Dance (en), succède à Tamara McLorg en 1995. C'est à ce moment que la compagnie change de nom pour la Scottish Dance Theatre, reprenant celui d'une autre compagnie dissoute.
La directrice artistique, Janet Smith, prend les rênes en 1997. Elle est également la principale chorégraphe des créations de la troupe, reconnues pour leur sophistication, leur originalité et leur simplicité. Le répertoire du Scottish Dance Theatre inclut alors des créations de chorégraphes de renommée internationale ainsi que des jeunes talents.[réf. nécessaire]
Depuis avril 2019, le directeur artistique de la troupe est l'espagnol Joan Clevillé.
Le Scottish Dance Theatre effectue régulièrement, depuis la reprise de la troupe par Janet Smith, des tournées à travers le Royaume-Uni et au-delà.

## Récompenses
- Critic's Circle National Dance Award for Outstanding Company Repertoire (Modern) : 2003
- Herald Angel Award : 2005 (Edinburgh Festival Fringe)

## Spectacles
- 2003 : My House is Melting (choréographie : Beth Cassany)[6],[7] ; On the Edge (Annabelle Bonnéry) ; Broken (Rui Horta)[7]
- 2005 : In Fact You Can Keep a Good Dog Down, But the Dog - Not Knowing This - Will Keep Trying to Get Up (Michael Popper)[8]
- 2006 : Forty Minutes (Janet Smith)[9]
- 2007 : Touching Zulu (Janet Smith)[10]
- 2008 : Tenderhooks (Liv Lorent) ; DOG (Hofesh Shechter)[3]
- 2013 : Second Coming (Victor Quijada)[11]
- 2016 : Dreamers & Process Day (Anton Lachky)[12]
- 2017 : TuTuMucky (Botis Seva)[13]
- 2018 : Ritualia (Colette Sadler), inspiré des Noces de Bronislava Nijinska[13]
- 2019 : The Circle (Emanuel Gat)[14]
- 2021 : The Life and Times (Joan Clevillé)[15]

- 2022 : Ray (Meytal Blanaru)[16]
- 2023 : Moving Cloud (Sofia Nappi)[17], Pirates! (Joan Clevillé)[18]

## Composition de la compagnie

### Danseurs actuels (saison 2023-2024)
- Kieran Brown,
- Luigi Nardone (danseur invité),
- Ben McEwen,
- Kassichana Okene-Jameson (danseuse invitée),
- Dylan Read (danseur invité),
- Jessie Roberts-Smith,
- Kai Tomioka,
- Pauline Torzuoli,
- Molly Danter (danseuse invitée),
- Solène Weinachter (artiste associée),
- Lara Peres Rocha,
- Olivia Arizmendi[19]

### Anciens danseurs marquants
- Jonathan Goddard[2]
- Ruth Janssen[2]
- James MacGillivray[2]
- Errol White[2]